# غاري أوسوليفان
غاري أوسوليفان (بالإنجليزية: Gary O'Sullivan)‏ مواليد 14 يوليو 1984 في ماون، جزيرة أيرلندا، هو ملاكم محترف أيرلندي يصنف ضمن فئة الوزن المتوسط بدأ مسيرته الاحترافية سنة 2008 حيث انتصر في نزاله الأول.

## إحصائيات
خاض خلال مسيرته 25 نزالا، فاز في 23 وخسر في 2. فاز بالضربة القاضية في 15 نزالا.

## روابط خارجية
- غاري أوسوليفان على موقع IMDb (الإنجليزية)
- غاري أوسوليفان على موقع بوكس ريك (الإنجليزية) (registration required)